# Wrong Side of Town
Wrong Side of Town ist ein US-amerikanischer Actionfilm von David DeFalco aus dem Jahr 2010. In der Hauptrolle ist der Wrestler Rob Van Dam zu sehen.

## Handlung
Bobby Kalinowski, ein Ex-Navy-Seal, genießt sein Leben als Landschaftsgärtner in Louisiana zusammen mit seiner Tochter Brianna und seiner Frau Dawn. Als sein neuer Nachbar, der Weinhändler Clay und dessen Frau Dawn, ihn und seine Frau zum Essen in einen angesagten Club einladen, lehnt er zunächst ab, lässt sich jedoch von seiner Frau überzeugen. Was jedoch weder Clay noch Bobby wissen: Der Club gehört dem Gangsterboss Seth Bordas. Dessen Sohn Ethan (den er aus Scham vor seiner frühen Vaterrolle als seinen Bruder ausgibt) versucht Dawn unter Kokaineinfluss zu vergewaltigen. Gerade noch rechtzeitig rettet Bobby seine Frau, doch Ethan geht mit dem Messer auf ihn los. Als Bobby ihm ausweicht, stolpert Ethan und rammt sich das Messer selbst in die Brust. Er verstirbt noch am Unfallort. Alle Beteiligten werden von der Polizei verhört, doch da Bobby nur in Notwehr gehandelt hat, werden sie wieder frei gelassen.
Seth schwört jedoch Rache und setzt ein hohes Kopfgeld auf Bobby aus. Noch auf der Heimfahrt wird die Gruppe attackiert. Bobby wird dabei angeschossen und schickt seine Frau zusammen mit Clay und Dawn nach Hause. Er versucht sich alleine zurück nach Hause durchzuschlagen und ersucht die Hilfe seines ehemaligen Navy-Seals-Kollegen Big Ronnie („B.R.“). Dieser lehnt jedoch zunächst ab und lockt ihn in eine Falle, um das Kopfgeld selbst zu kassieren. Nachdem Bobby an sein Gewissen appelliert hat, entscheidet er sich um und hilft seinem alten Freund.
Zu Hause angekommen muss Bobby feststellen, dass Seth seine Tochter entführt hat. Am Hafen kommt es schließlich zum Showdown, bei dem Bobby zusammen mit B.R. Seth ausschalten kann.

## Hintergrund
Der Film wurde innerhalb von drei Wochen in Baton Rouge, Louisiana abgedreht. Neben Wrestler Rob Van Dam sind auch weitere Nebenrollen mit Mitgliedern aus dem Wrestling- und Mixed-Martial-Arts-Umfeld besetzt. So spielt der WWE-Wrestler Dave Batista Bobbys Freund Big Ronnie. In einer weiteren Nebenrolle ist Nelson Frazier zu sehen. Die Kampfchoreografie übernahm Marrese Crump, ein Kampfsport-Spezialist, und persönlicher Trainer von Batista. In weiteren Nebenrollen sind die Hip-Hop-Stars Ja Rule und Omarion zu sehen.
Obwohl Rob van Dam die Hauptrolle hat, ist auf dem Filmplakat und auf der DVD-Hülle im Vordergrund Batista dargestellt. Rob Van Dam und Ja Rule (der nur eine sehr kleine Rolle hat), sind dagegen rechts und links von ihm zu sehen und wesentlich kleiner dargestellt.

## Kritik
„‚Wrong Side Of Town‘ ist ein durchschnittlicher DTV-Actionfilm mit bescheidener Optik, aber gutem Hauptdarsteller. Muss man beileibe nicht gesehen haben, aber wenn man weiß, was einen erwartet, ist es bestimmt kein Fehlgriff.“